# 뉴욕스토리 (영화)
《뉴욕 스토리》(영어: New York Stories)는 미국에서 제작된 1989년 코미디 드라마 옴니버스 영화이다. 마틴 스코세이지, 프랜시스 포드 코폴라, 우디 앨런이 각각 연출한 단편 영화 세 편을 묶었다. 닉 놀티 등이 출연하였고, 잭 롤린스 등이 제작에 참여하였다.

## 줄거리

### 인생의 교훈
라이오넬 도비는 유명 추상화가로, 신작 갤러리 전시를 앞두고 며칠 동안 그림을 그릴 수 없게 된다. 폴렛은 라이오넬의 조수이자 옛 연인이다. 라이오넬은 여전히 그녀에게 푹 빠져 있지만, 폴렛은 라이오넬의 지도만 원하기 때문에 같은 작업실에 살고 있어 어려움이 따르다. 폴렛은 퍼포먼스 아티스트와 화가 등 다른 사람들과 데이트를 한다. 폴렛의 이러한 고의적인 도발은 라이오넬을 미치게 만들고, 그의 창의력을 북돋아 준다. 라이오넬과 폴렛은 서로를 이용해 왔다는 것이 분명해진다. 라이오넬은 폴렛을 성적으로 이용했고, 폴렛은 그를 뉴욕 사회와 예술계의 상류층으로 진출하는 수단으로 이용했다. 폴렛은 포기하고 부모님 댁으로 돌아가고 싶어 하지만, 라이오넬은 화가에게 뉴욕은 마땅히 있어야 할 곳이라며 그녀를 설득한다. 라이오넬은 불안과 억눌린 열정을 작품에 쏟아붓는다. 작업실 곳곳에 놓인 그림들은 폭풍우 치는 하늘, 불타는 다리, 고통받는 광대 등 과거의 관계에서 비롯된 시각적 은유를 보여준다. 라이오넬은 파괴적인 관계에서 비롯된 감정적 혼란이 예술에 활력을 불어넣는 데 필요하다는 것을 깨닫는다. 미술 전시회에서 라이오넬은 또 다른 매력적인 젊은 여성, 고군분투하는 화가를 만난다. 그는 그녀를 설득하여 자신의 조수이자 잠재적으로는 연인이 되도록 만들며 새로운 순환을 시작한다.

### 조이 없는 삶
조이는 고급 호텔에 사는 12살 여학생이다. 그녀는 아랍 공주가 조이의 아버지에게 선물했다가 도난당했다가 되찾은 귀중한 보석을 돌려주는 것을 돕는다. 조이는 사진작가인 이혼녀 어머니와 플루티스트인 아버지를 화해시키려 애쓴다.

### 오이디푸스의 난파선
뉴욕 변호사 셸던 밀스는 지나치게 비판적인 어머니 세이디 밀스타인과 갈등을 겪고 있다. 셸던은 치료사에게 끊임없이 어머니에 대해 불평하며, 어머니가 사라져 주기를 간절히 바란다. 셸던은 시크사족 약혼녀 리사를 데리고 어머니를 만나러 가는데, 어머니는 곧바로 그를 당황하게 한다. 세 사람, 그리고 리사의 이전 결혼에서 낳은 자녀들은 마술 쇼를 보러 간다. 어머니는 마술사의 쇼에 참여하기 위해 무대 위로 초대받는다. 어머니는 칼이 꽂힌 상자 안에 갇히고, 원래대로 사라지지만, 그 후 다시는 나타나지 않는다. 처음에는 격노했지만, 셸던에게는 오히려 좋은 일로 다가온다. 어머니가 사라지자 셸던은 마침내 마음의 평화를 찾을 수 있었기 때문이다. 하지만 곧 뉴욕 상공에 어머니가 다시 나타나 셸던을 경악하게 한다. 어머니는 셸던과 리사(온 도시가 지켜보는 가운데)를 짜증 나게 만들기 시작한다. 어머니는 셸던의 가장 당황스러운 순간들을 낯선 사람들에게 끊임없이 이야기하며 셸던을 괴롭힌다. 이 일로 리사와의 관계에 문제가 생기고, 리사는 셸던을 떠난다. 정신과 의사의 설득으로 셸던은 어머니를 현실로 되돌리기 위해 트레바라는 영매를 만나게 된다. 트레바의 실험은 실패로 돌아가지만, 셸던은 그녀에게 반하게 된다. 셸던이 트레바를 어머니에게 소개하자 어머니는 셸던의 말에 동의하고 지구로 돌아온다.

## Life Lessons
연출
- 마틴 스코세이지

출연
- 닉 놀티
- 로재나 아켓
- 스티브 부세미
- 제시 보레고
- 피터 게이브리얼
- 일리아나 더글러스
- 데버라 해리
- 패트릭 오닐
- 데이비드 크라이어
- 마크 분 주니어
- 빅터 아고
- 마이클 파월
- 마틴 스코세이지
- 폴 허먼

기타 제작진
- 배역: 엘런 루이스
- 미술: 크리스티 지애
- 세트: 니나 램지

## Life Without Zoë
연출
- 프랜시스 포드 코폴라

출연
- 헤더 매콤
- 탈리아 샤이어
- 잔카를로 잔니니
- 돈 노벨로
- 에이드리언 브로디
- 크리스 엘리엇
- 카마인 코폴라
- 카롤 부케
- 홀리 마리 콤스
- 톰 마디로지언
- 셀마 카펜터
- 폴 허먼

기타 제작진
- 배역: 얼레타 셔펠
- 미술: 딘 태벌레리스
- 세트: 조지 더티타 주니어

## Oedipus Wrecks
연출
- 우디 앨런

출연
- 우디 앨런
- 메이 퀘스텔
- 미아 패로
- 줄리 캐브너
- 래리 데이비드
- 마이크 스타
- 커스틴 던스트
- 낸시 자일스
- 폴 허먼

기타 제작진
- 배역: 줄리엣 테일러
- 미술: 산토 로콰스토
- 세트: 수전 보디